# Калмиков Віктор Петрович
Віктор Петрович Калмиков (нар. 18 листопада (1 грудня) 1908 — пом. 7 березня 1981) — радянський архітектор. Автор проєкту міста в повітрі «Сатурний». Архітектор Управління кінофікації при РНК РРФСР, головний спеціаліст з проєктування та будівництва кінотеатрів в СРСР на першому його етапі.

## Біографія
Віктор Калмиков закінчив Московський вищий художньо-технічний інститут (ВХУТЕІН) у 1930 році.
В молодості Віктор Калмиков був яскравим представником радянського романтизму 1920-1930-х років. Був членом Об'єднання архітекторів-урбаністів — АРУ (1928—1931 рр.).
Виступив автором проєкту міста майбутнього в повітрі (проєкт «Сатурний», 1930). Калмиков запропонував створити навколо земної кулі місто-кільце, підняте в повітря, яке обертається по екватору зі швидкістю Землі.
Пізніше працював архітектором Управління кінофікації при РНК РРФСР і був головним спеціалістом з проєктування та будівництва кінотеатрів в СРСР на першому його етапі. З 60 кінотеатрів, побудованих з 1935 по 1940 роки у різних містах СРСР, 50 здійснено за проєктами Віктора Петровича Калмикова.
В 1941 році була видана теоретична робота Віктора Калмикова «Архітектура та проєктування кінотеатрів».

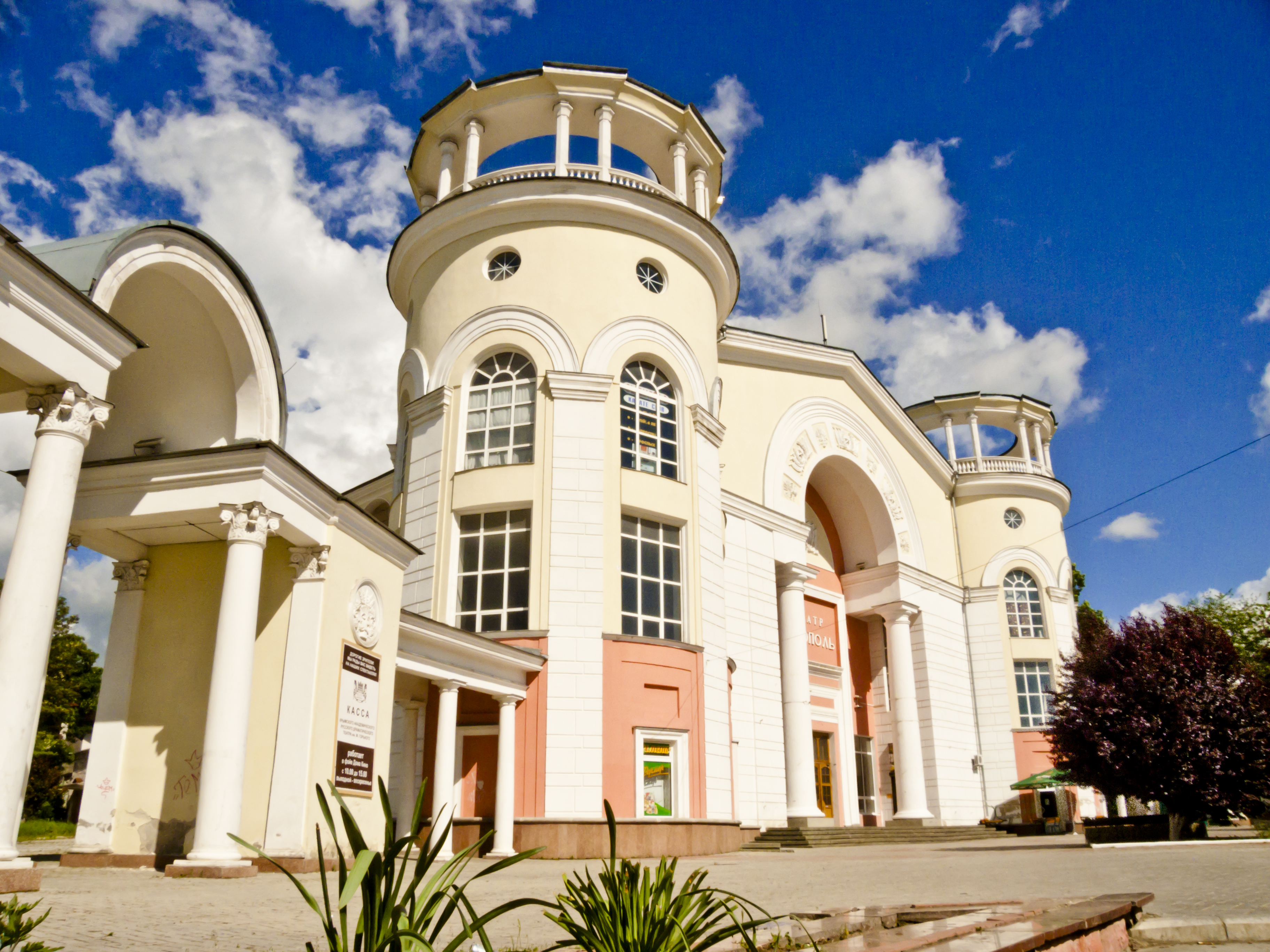
Кінотеатр «Сімферополь», проєкт Віктора Калмикова був доопрацьований Борисом. Ісаєвим

## Відомі проєкти
- 1931 — кінотеатр «Вітчизна», Кашира;
- 1935—1955 — кінотеатр «Перемога», Саратов;
- 1936 — кінотеатр «Перемога», Нальчик;
- 1937 — кінотеатр «Жовтень», Таганрог;
- 1937 — кінотеатр «Батьківщина», Орел;
- 1937 — кінотеатр «Зірка», Твер;
- 1937 — кінотеатр «Жовтень», Таганрог;
- 1938 — кінотеатр «Жовтень», Омськ;
- 1938 — кінотеатр «Батьківщина», Москва;
- 1938 — кінотеатр «Батьківщина», Еліста;
- 1938 — кінотеатр «Перемога», Псков;
- 1939 — кінотеатр «Перемога», Абакан
- 1938 — кінотеатр «Жовтень», Смоленськ;
- 1938 — кінотеатр «Жовтень», Кіров;
- 1938 — кінотеатр «Ударник», Дзержинськ;
- 1930-ті — кінотеатр «Сімферополь», Сімферополь;
- 1940 — кінотеатр «Жовтень», Мічурінськ;
- 1946 — кінотеатр «Перемога», Сталіногорськ (нині — Новомосковськ).